# Ludastó
Ludastó belterületi lakotthely, Nagykálló város része.

## Fekvése
Nagykálló központjától 7 kilométerre délre, Biritől 5  kilométerre nyugatra, Érpataktól 4 kilométerre keletre, Geszterédtől pedig 6 kilométerre északra fekszik.
Csak közúton érhető el, Geszteréd (4901-es út) vagy Nagykálló (4912-es út) felől, egy, a két települést összekötő, térképi adatok szerint az 1990-es években még szilárd burkolatú, pormentes útként kiépített, de azóta már némileg leromlott minőségű, számozatlan önkormányzati úton.

## Egyéb adat
- Irányítószáma: 4320
- Körzetszám. 42
- Lakóinak száma: 172